# Ayuntamiento de Buhl
El Ayuntamiento de Buhl es la sede del gobierno municipal de Buhl, Minnesota, Estados Unidos. Fue construido en 1913 durante la rápida expansión de la ciudad como comunidad minera en Iron Range. Fue catalogado como Buhl Village Hall en el Registro Nacional de Lugares Históricos en 1983 por su importancia local en los temas de arquitectura y política/gobierno. Fue nominado por ser un salón municipal de Bellas Artes de principios del siglo XX bien conservado y el centro de gobierno de Buhl durante mucho tiempo.